# 札幌大学女子短期大学部
札幌大学女子短期大学部（日语：／ Sapporo Daigaku Joshi Tanki Daigakubu *），简称札女短，是過去一所位于日本北海道札幌市丰平区的私立短期大学。

## 概要

### 简介
- 札幌大学女子短期大学部短期大学为于1968年开办[1][2]、由学校法人札幌大学经营[3]。以「相互尊重·相互理解·相互扶助」为教育理念。

### 历史
- 1968年 札幌大学女子短期大学部成立并同时设置两个学科、以下列举。
  - 日文科
  - 英文科
- 1982年 两个学科成立、以下列举。
  - 文化学科[注 2][注 6]
  - 经营学科[注 4]
    - 经营管理专攻[注 5]
    - 秘书专攻[注 5]
- 1982年 两个学科改名为、以下列举。
  - 日文科→日文学科[注 2][注 3]
  - 英文科→英文学科[注 4]
- 2023年 停辦

### 宪章
- 请参看札幌大学女子短期大学部的标志 （页面存档备份，存于） （日語） 2014年6月5日阅览。

## 学校环境
- 校区：在北海道札幌市丰平区

## 历任校长
- 佐佐木吉郎：第一代短期大学校长[4]。
- 桑原真人：现在短期大学校长[5]

## 组织

### 学科
- 职业设计学科[注 1]

### 前学科
| - 日文学科 - 英文学科 - 经营学科 - 经营管理专攻 - 秘书专攻 - 文化学科 |

### 专科
| - 没有 |

### 业余课程
| - 没有 |

## 知名校友
- 安藤こず惠：女播音员
- 大西晓子：女演员、女时装模特儿
- 奈良爱美：女播音员

## 相关链接
- 日本短期大学列表